# Presqu'île d'Ambato
La presqu'île d'Ambato est une presqu'île de Madagascar, dans le sud-ouest de l'océan Indien. Partie de la province de Diego-Suarez, elle s'avance vers le nord-ouest dans le canal du Mozambique à l'est de l'île de Nosy Be.